# Liste des accidents ferroviaires en France en 1938
Pour des articles plus généraux, voir Liste des accidents ferroviaires en France, Liste des accidents ferroviaires en France au XXe siècle et Liste des accidents ferroviaires en France dans les années 1930.
La liste des accidents ferroviaires en France en 1938, est une liste non exhaustive, chronologique par mois.

## Janvier
- 7 janvier 1938 - Entre Narbonne et Perpignan, vers 5 heures 50, un omnibus pour Perpignan percute sur le passage à niveau de Port-la-Nouvelle demeuré ouvert un camion chargé de 11 000 litres d'essence, qui prend feu et incendie la maisonnette du garde-barrière, dans laquelle celui-ci sera carbonisé. Le conducteur du camion, le mécanicien et le chauffeur du train sont blessés[1].

## Février
- 6 février 1938 - À 19 heures, sur la ligne de Mortagne-au-Perche à L'aigle, un autorail venant de Mortagne, en panne de freins brûle la gare de Randonnai où il devait croiser celui venant de L'Aigle, et le percute peu après sur la voie unique. La collision fait trois morts et une quinzaine de blessés dont deux très graves[2].

## Avril
- 2 avril 1938 - Sur la ligne électrifiée Bordeaux-Bayonne, à 8 heures 15, près de la gare de Saint-Vincent-de-Tyrosse, l'omnibus Bayonne-Dax marchant à vitesse réduite à la suite d'une rupture de bandage est rattrapé et percuté par l'express Bayonne-Bordeaux, dont le conducteur a reçu des indications erronées de marche prudente de la gare de Labenne. La collision fait un mort et huit blessés[3].
- 24 avril 1938 - Sur la ligne de Chartres à Bordeaux par Château-du-Loir, entre les gares de Noyant-Méon et de Linières-Bouton, vers 2 heures 30, après le passage simultané de deux trains de sens opposé, un garde-barrière intérimaire croit pouvoir ouvrir la barrière d'un passage à niveau où attendent des automobiles et deux autocars de pèlerins revenant de Lisieux. Survient alors un express supplémentaire pour Les-Sables-d'Olonne qui percute l'un des autocars, faisant sept morts et sept blessés[4].

## Septembre
- 8 septembre 1938 - Vers 18 heures, près de Reguiny, sur le réseau à voie métrique de la Compagnie des chemins de fer du Morbihan, un train ramenant des pèlerins du Pardon de Notre Dame du Roncier de Josselin à Locminé et Vannes déraille à 20 km/h dans une courbe, et ses deux premières voitures s'écrasent sur la machine. L'accident fera cinq morts et une vingtaine de blessés[5].
- 13 septembre 1938 - À 10 heures 15, sur la ligne de Perpignan à Villefranche-de-Conflent, au passage à niveau de Marquixanes. Alors que le garde-barrières a rouvert la circulation des véhicules sur la route nationale après le passage du train régulier se dirigeant vers Perpignan, une automotrice électrique effectuant des essais en ligne, dont il ignorait la venue, percute et coupe en deux l'autobus venant de Bourg-Madame. L'accident fera cinq morts et six blessés graves[6].
- 25 septembre 1938 - Au passage à niveau d'Hochfelden, sur la ligne de Strasbourg à Sarrebourg, vers 2 heures, un train de réservistes percute un camion transportant lui aussi des réservistes, dont on tirera trois morts et trois blessés graves[7].
- 27 septembre 1938 - À son entrée en gare de Nantes-Orléans, vers 17 heures, la locomotive du rapide Paris-les-Sables-d'Olonne déraille et se couche. Le mécanicien et le chauffeur sont tués. L'accident fait également quatre blessés, dont deux parmi les voyageurs[8].

## Octobre
- 30 octobre 1938 - Vers 3 heures 30, sur la ligne Paris-Lille, à Libercourt, sur un passage à niveau resté ouvert le garde-barrière n'ayant pas entendu son signal d'arrivée, le train postal de Paris à Lille heurte une automobile et tue ses deux occupants[9].

## Décembre
- 4 décembre 1938 - Vers 20 heures, entre Albert et Péronne, près de Cléry-sur-Somme, sur la ligne à voie métrique des Chemins de fer départementaux de la Somme, un autocar bondé allant de Saint-Quentin à Amiens est percuté sur un passage à niveau non gardé par un train de marchandises, qui déraille. L'accident fait trois morts et dix blessés graves[10].